# Haworthia nortieri

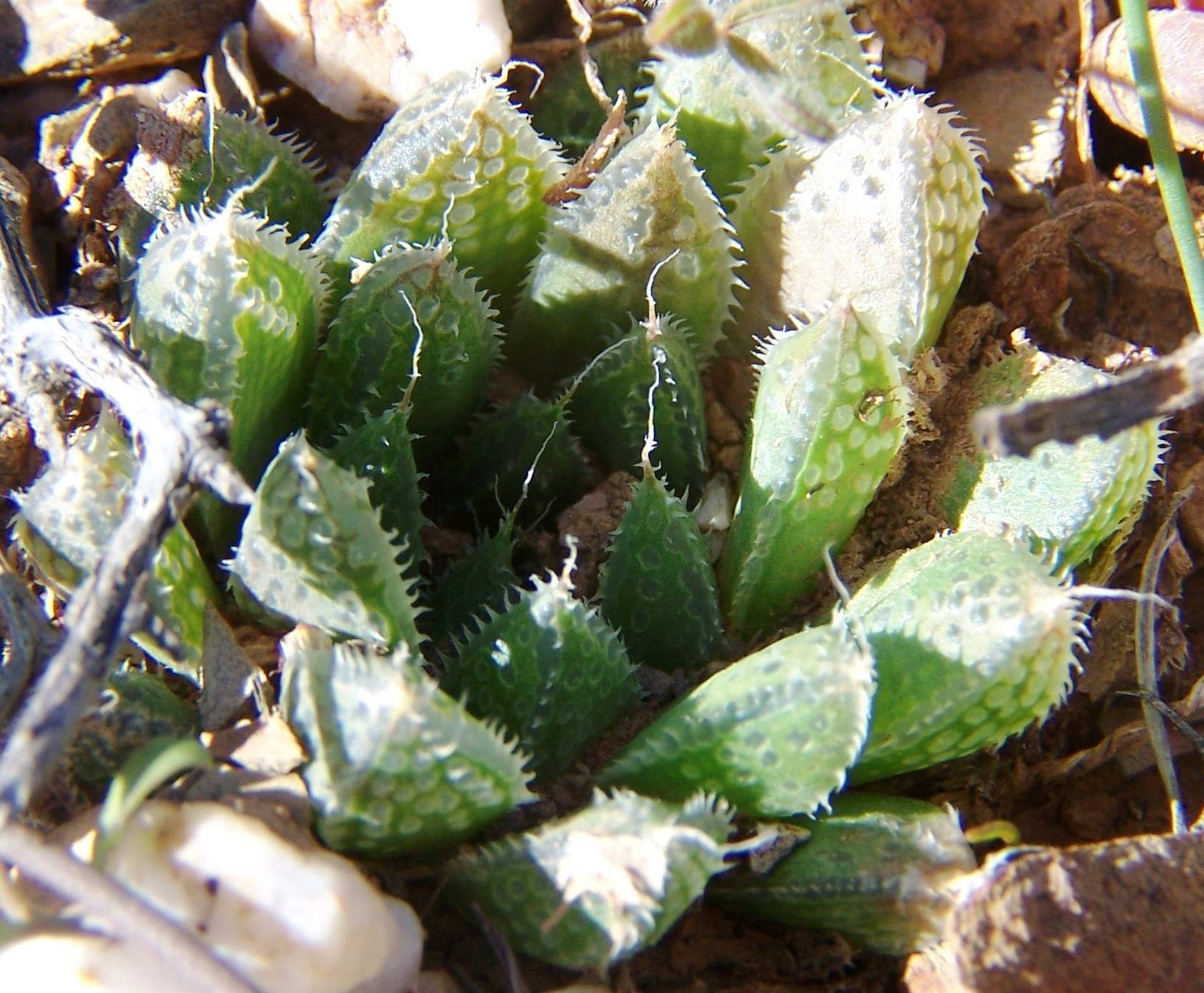
Haworthia nortieri en un hivern humit

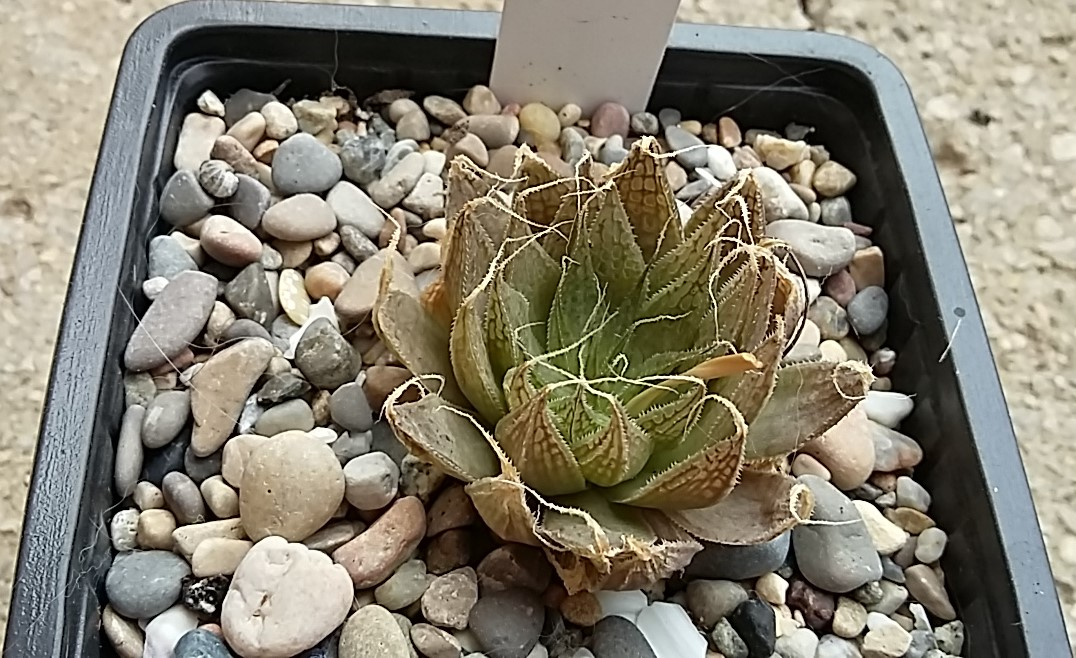
Haworthia nortieri en cultiu

Haworthia nortieri és una espècie del gènere Haworthia de la subfamília de les asfodelòidies.

## Descripció
Haworthia nortieri és una suculenta de 25 a 45 fulles gairebé verticals, toves, suberectes, ovades-lanceolades a obovades que formen una roseta de 3 a 5 cm de diàmetre. El limbe foliar és de color verd pàl·lid a violaci, de 6 cm de llargada i 0,75 cm d'amplada; amb taques translúcides a les fulles i petites espines als marges i la quilla. Sol romandre solitari, però en algunes localitats produeix fillols.
La inflorescència fa una llargada de fins a 30 cm i consta de 15 a 20 flors de color blanc grisenc i normalment tenen un tub groguenc.

## Distribució
Haworthia nortieri és comú a les províncies sud-africanes del Cap Septentrional i Cap Occidental.

## Taxonomia
Haworthia nortieri va ser descrita per Gerald Graham Smith i publicada a Journal of South African Botany 12: 13, a l'any 1946.
Etimologia
Haworthia: nom en honor del botànic britànic Adrian Hardy Haworth (1767-1833).
nortieri: epítet en honor del metge i botànic sud-africà el Dr. Pieter Le Fras Nortier (1884-1955).
Varietats acceptades
- Haworthia nortieri var. nortieri (varietat tipus)
- Haworthia nortieri var. albispina (M.Hayashi) M.B.Bayer, Haworthia Update 7(4): 35 (2012).
- Haworthia nortieri var. devriesii (Breuer) M.B.Bayer, Haworthia Update 7(4): 36 (2012).
- Haworthia nortieri var. globosiflora (G.G.Sm.) M.B.Bayer
- Haworthia nortieri var. pehlemanniae (C.L.Scott) M.B.Bayer[4]

Sinonímia
- Haworthia mucronata var. nortieri (G.G.Sm.) Halda[5]